# 齐纳斯科
齐纳斯科（義大利語：Zinasco），是意大利帕维亚省的一个市镇。总面积29平方公里，人口3193人，人口密度110.1人/平方公里（2009年）。国家统计（ISTAT）代码为018190。